# Radar Rat Race

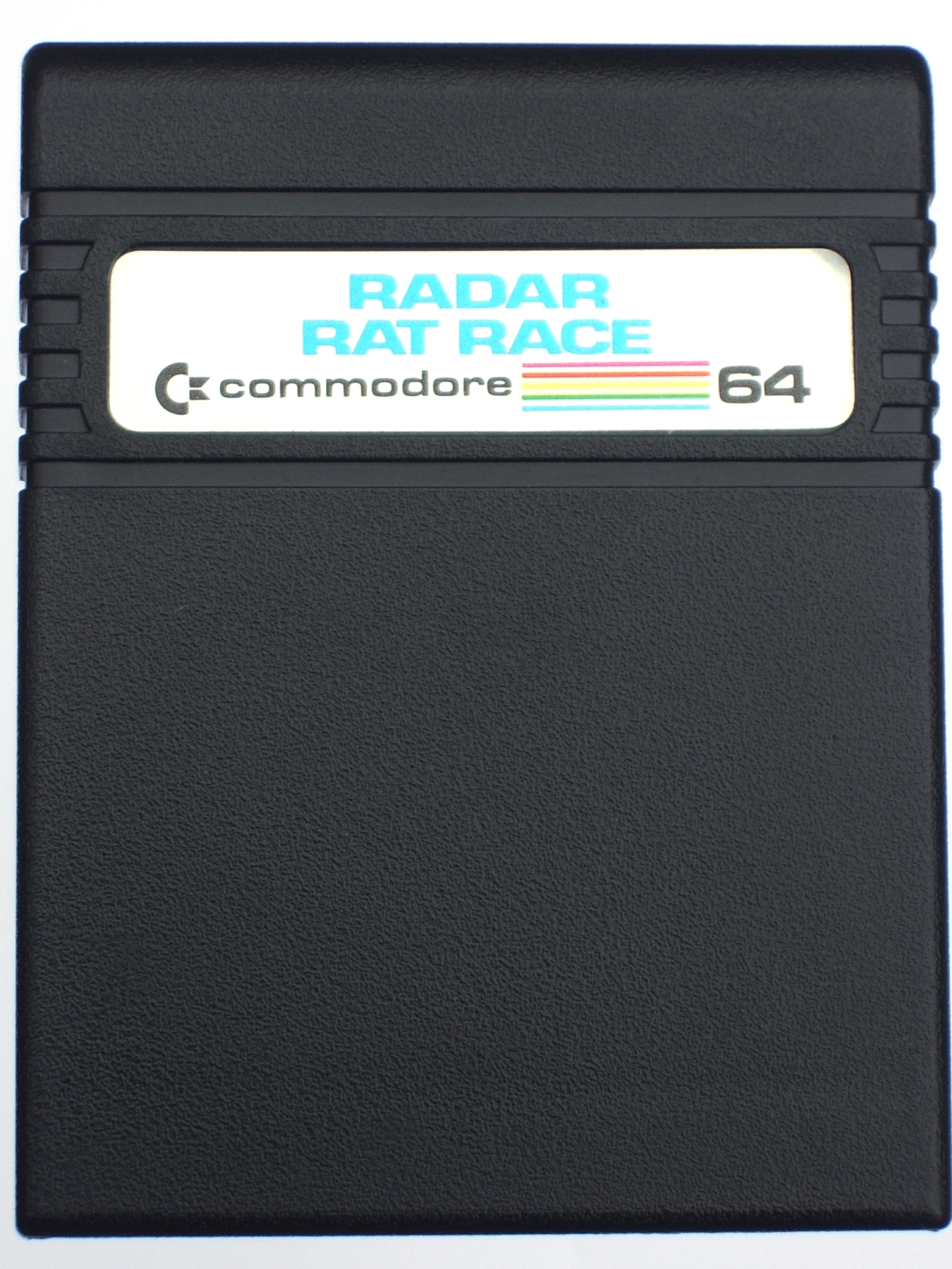
Cartuccia originale del gioco per C64

Radar Rat Race è un videogioco pubblicato nel 1981 per Commodore VIC-20 e nel 1982 per Commodore 64. Si tratta di un rifacimento del titolo per sala giochi Rally-X (Namco 1980), con un tema estetico diverso: topi che corrono anziché automobili.

## Modalità di gioco
Il giocatore controlla un topo blu all'interno di un labirinto rettangolare, con visuale dall'alto e schermata a scorrimento in tutte le direzioni. Il topo si muove a velocità costante nelle quattro direzioni e deve evitare i ratti rossi che lo inseguono e i gatti immobili. Per completare un livello bisogna raccogliere tutti i pezzi di formaggio posizionati casualmente all'interno del labirinto prima che scada il tempo. Come difesa, il topo può lasciare dietro di sé una scia temporanea di stelline che intontiscono per un po' i ratti se ci finiscono sopra, ma emettere la scia consuma unità di tempo. Si ha a disposizione una minimappa che mostra la posizione del giocatore, dei formaggi e dei ratti, ma non delle pareti.
La musica di sottofondo è una ripetizione semplice e ossessiva della filastrocca anglosassone Three Blind Mice (tre topi ciechi).